# Piechowice
Piechowice, česky Pěchovice (německy Petersdorf) je malé město v jihozápadním Polsku, nedaleko hranic s Českem a Krkonoš. Je součástí okresu Krkonoše v Dolnoslezském vojvodství. Žije zde přibližně 6 000 obyvatel.
Okresní město Jelení Hora je vzdáleno přibližně 10 kilometrů, hlavní město vojvodství Wrocław je vzdáleno přibližně 104 kilometrů východně.

## Galerie

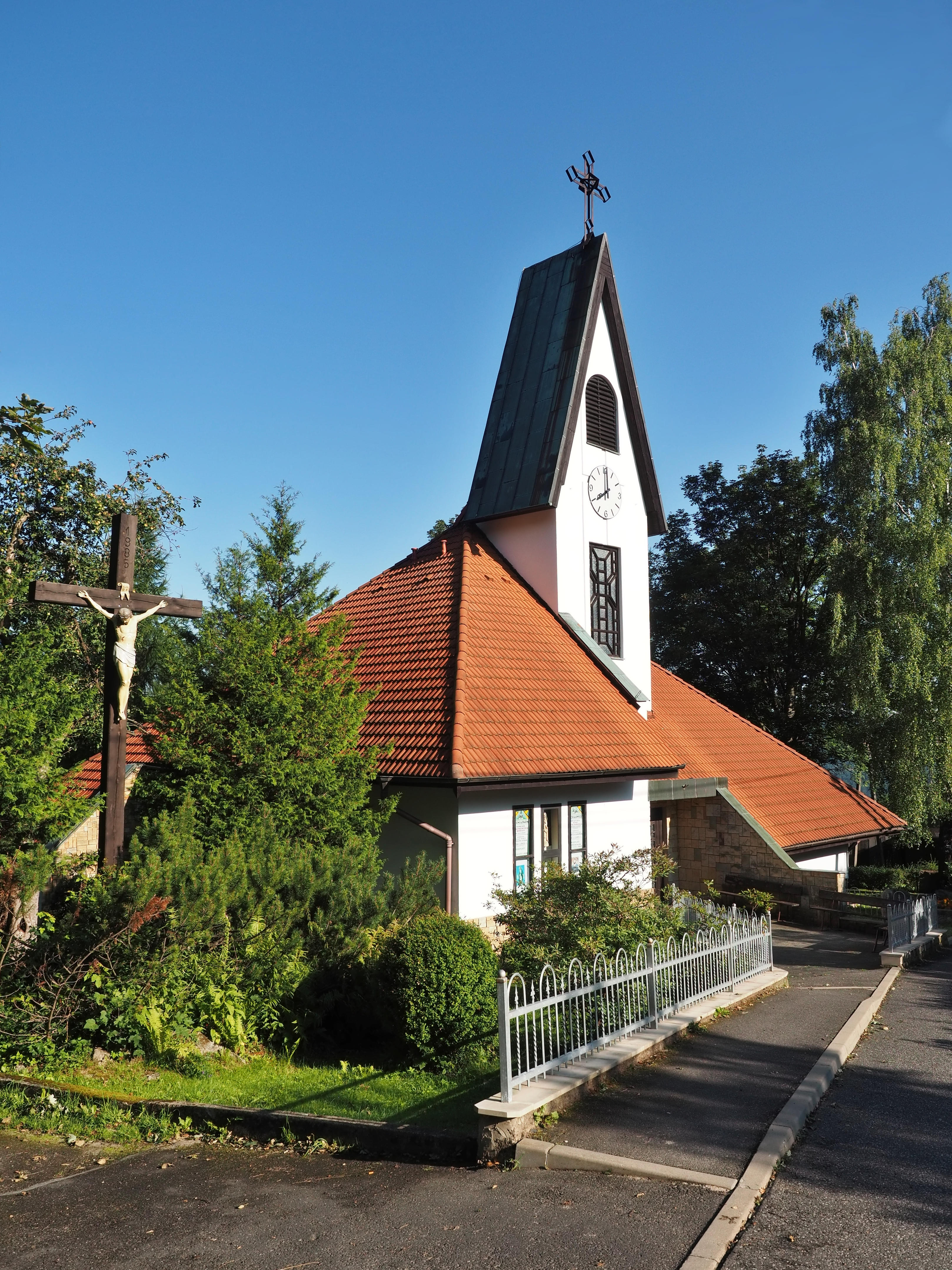
Kostel v místní části Michałowice
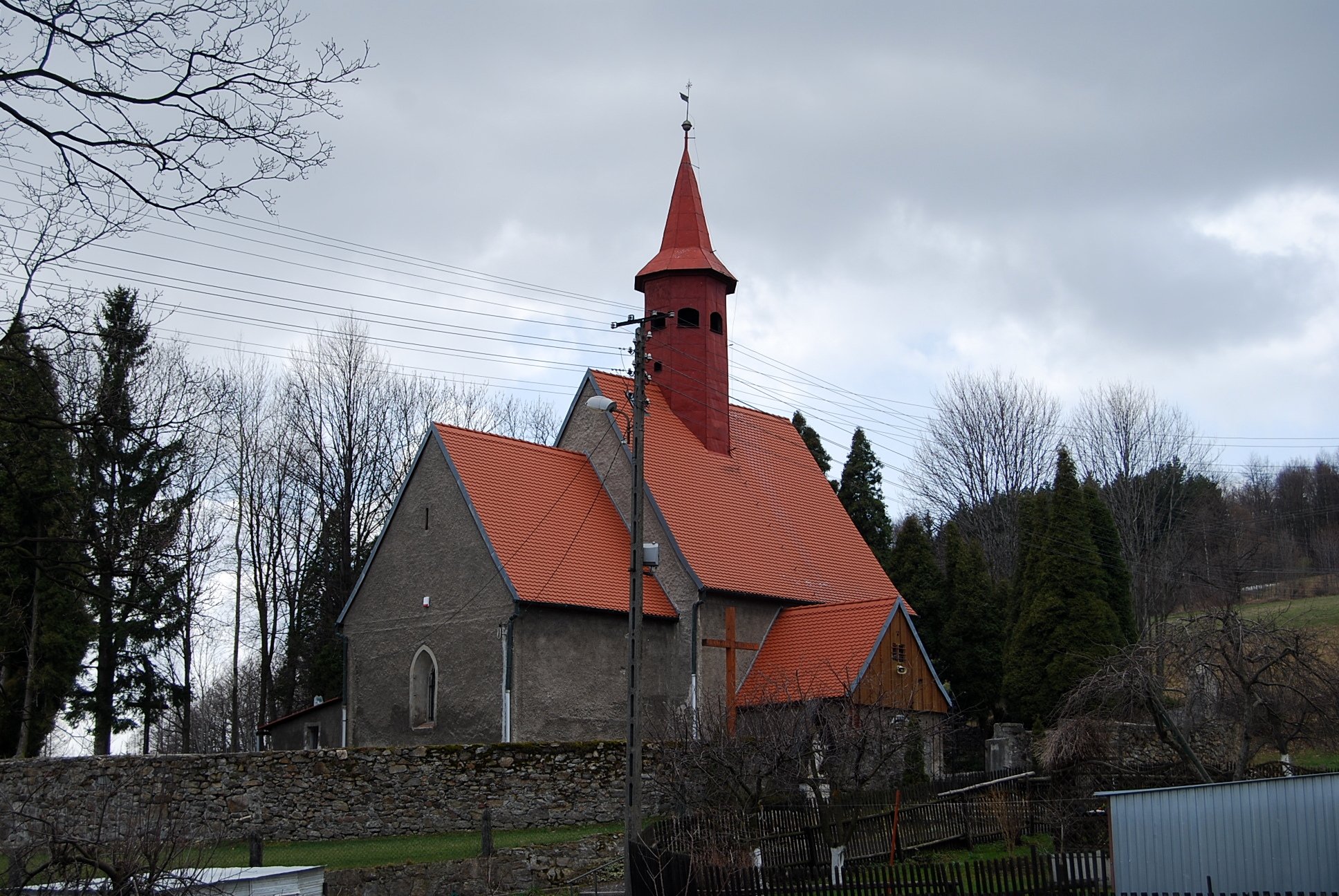
Kostel v místní části Piastów
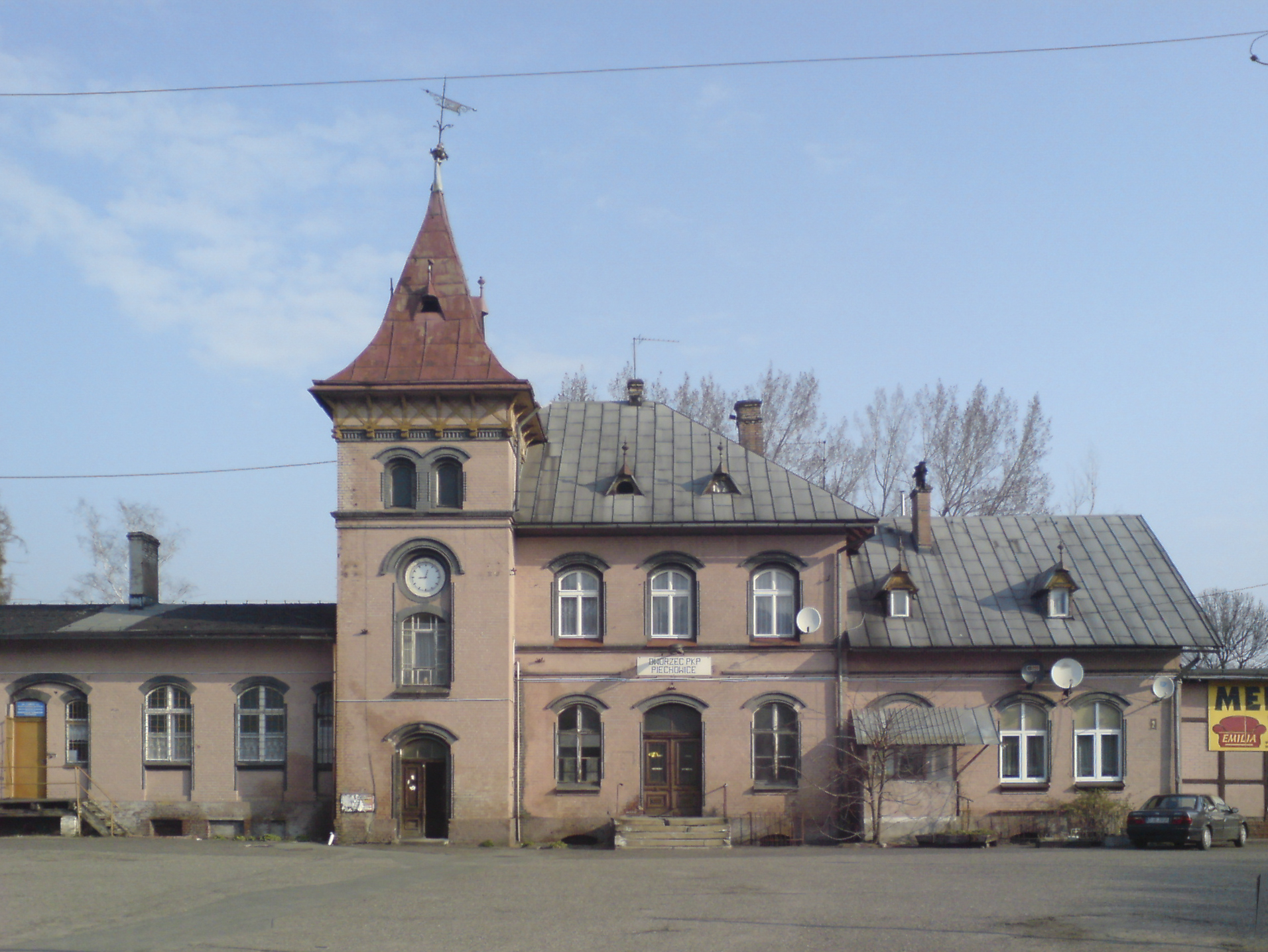
Nádraží
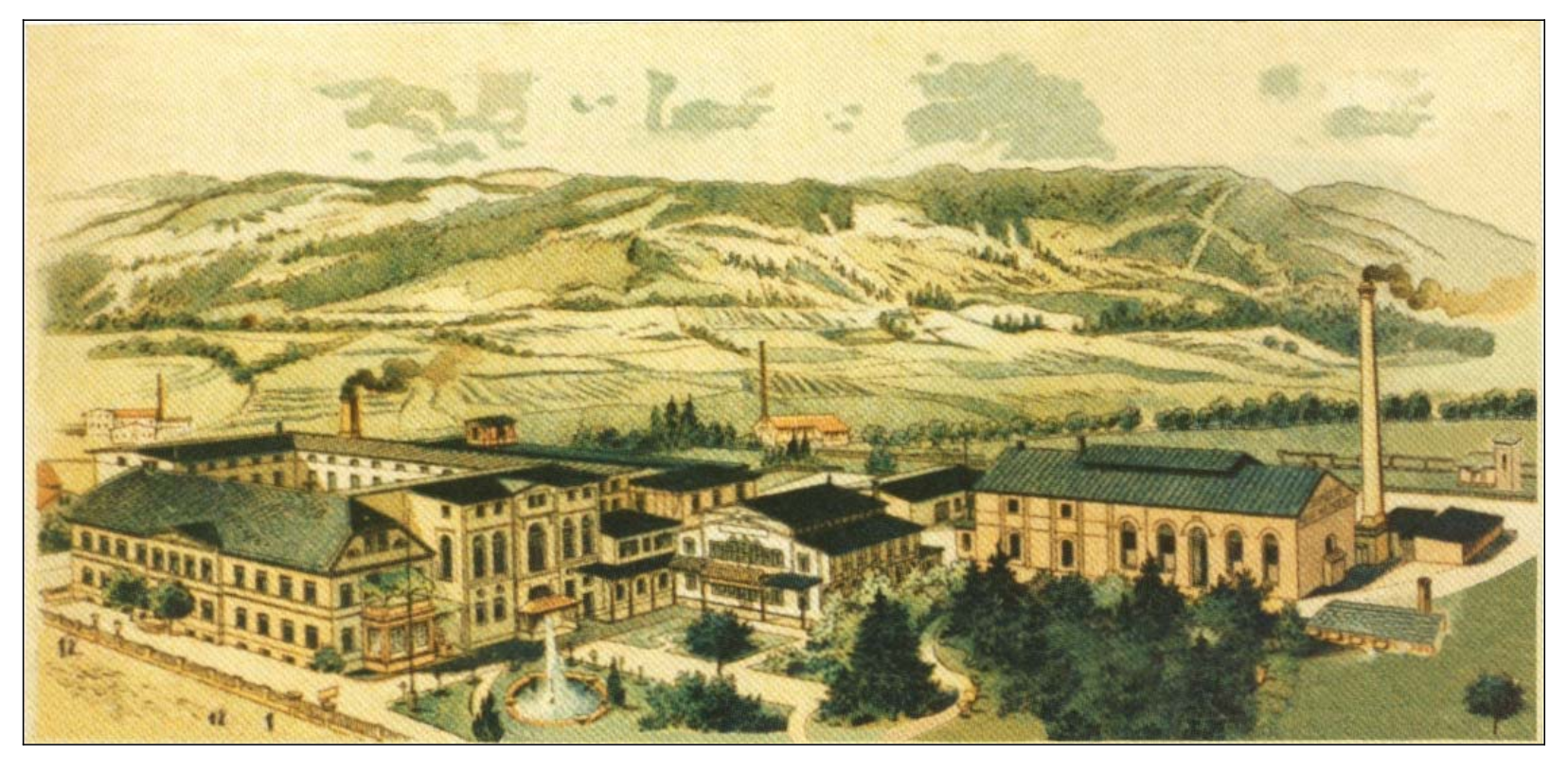
Pohled na piechowické sklárny

## Sousední obce
Sousedním obcemi jsou:
- Jelení Hora
- Stara Kamienica
- Szklarska Poręba.
- Přes Krkonoše sousedí také území Piechowic s Českem.

## Partnerská města
- Úpice (Česko)